# Eugenia subdisticha
Eugenia subdisticha är en myrtenväxtart som beskrevs av Ignatz Urban. Eugenia subdisticha ingår i släktet Eugenia och familjen myrtenväxter. Inga underarter finns listade i Catalogue of Life.